# Denise Valente
Denise Valente (* 14. Mai 2004) ist eine italienische Tennisspielerin.

## Karriere
Valente begann mit fünf Jahren das Tennisspielen und bevorzugt Hartplätze. Sie spielt vorrangig vor allem auf Turnieren der ITF Women’s World Tennis Tour, wo sie bislang einen Titel im Doppel gewann.
2022 trat Valent bei den Australian Open sowohl im Juniorinneneinzel als auch mit Partnerin Federica Urgesi im Juniorinnendoppel an, verlor aber in beiden Wettbewerben bereits in der ersten Runde. Außerdem trat sie auch in Wimbledon und bei den US Open in den Juniorinnenwettbewerben an, konnte sich aber für die Hauptfelder nicht qualifizieren,

## Turniersiege

### Doppel
| Nr. | Datum             | Turnier  | Kategorie | Belag   | Partnerin       | Finalgegnerinnen           | Ergebnis          |
| --- | ----------------- | -------- | --------- | ------- | --------------- | -------------------------- | ----------------- |
| 1.  | 20. November 2021 | Solarino | ITF W15   | Teppich | Federica Urgesi | Melania Delai Alicia Smith | 7:5, 6:74, [10:5] |